# Max Oróbio de Castro
Max Oróbio de Castro (Amsterdam, 4 april 1887 – Den Haag, 28 september 1962) was een Nederlandse cellist.
Hij was zoon van arts Samuel Oróbio de Castro en Esther Henriques de Castro. De violist Arthur Oróbio de Castro was zijn broer. Het gezin woonde enige tijd aan het Frederiksplein 19. Hijzelf was getrouwd met Johanna Frederique Marian Bernardina Nanninga en Petronella Jacoba Johanna Westerbaan.
Hij kreeg zijn opleiding van Isaäc Mossel. Daarna ging hij enige tijd studeren bij Pablo Casals; hij moest ervoor naar Parijs. Hij verzorgde talloze solo-optredens binnen Duitsland, Engeland en Oostenrijk. Hij was daarbij tevens enige tijd solocellist bij de voorloper van de Berliner Philharmoniker (1915-1918). Bekend is ook een concert dat hij te Wenen gaf met het London Symphony Orchestra onder leiding van Landon Ronald. Hij was voorts vier jaar solocellist van de Münchner Philharmoniker. Rond 1920 vestigde hij zich in Den Haag.
Max Oróbio de Castro werd in 1924 leraar cello aan het Amsterdamsch Conservatorium, waarbij hij zijn leraar Mossel opvolgde. Willem van Otterloo, Bertus van Lier en Johan de Nobel waren daar leerlingen van hem. In 1945 werd hij hoofdleraar aan het Koninklijk Conservatorium in Den Haag; een functie die hij tot 1953 aanhield.
Max Orobio de Castra trad tweemaal op met het Concertgebouworkest. Op 2 december 1928 speelde hij het Celloconcert in D-majeur (Hob VIIIb2) van Joseph Haydn onder leiding van Pierre Monteux; op 27 juni 1938 was hij solist in de Rococovariaties van Pjotr Iljitsj Tsjaikovski onder leiding van Eduard van Beinum.
Oróbio de Castro kreeg naam als vertolker van Bachs Zes suites voor onbegeleide cello en speelde ook samen met de pianist Willem Andriessen. Andriessen omschreef hem als volgt: "Een dromer en tegelijk een vurige hidalgo, een bohémien en tegelijk een aristocraat."